# Église Saint-Geniès de Martigues
L'église Saint-Geniès (ou Saint-Genest) est une des églises de Martigues qui est située dans le quartier de Jonquières, le long du canal de Caronte. Elle est dédiée au martyr saint Geniès et dépend de l'archidiocèse d'Aix-en-Provence.

## Histoire et description
Cette église de style baroque très sobre a été édifiée en 1625, à l'emplacement d'une église du XIIIe siècle devenue vétuste. Elle se distingue par sa façade aux lignes élégantes, ornée de pilastres, avec sous le fronton la statue de Gérard Tenque, né à Martigues en 1040, et fondateur de l'Ordre hospitalier de Saint-Jean de Jérusalem. Elle a été sculptée dans les années 1880-1890 par un artisan de Martigues, Nazaire Bertrand. L'intérieur comporte une nef sans transept flanquée de bas-côtés sous des voûtes en plein cintre. Les colonnes sont ornées de pilastres ioniques. De grands tableaux et une statuaire baroques, abîmés par le manque d'entretien, décorent l'intérieur, mais ils ont été vandalisés récemment.
Elle a été restaurée en 1898 et en 1927. Dans les années 1970, une grande partie du décor (dont le maître-autel) a disparu. L'orgue a été installé derrière l'autel.
La chapelle de l'Annonciade se trouve juste derrière l'église.